# Wedmore
Wedmore è un villaggio con status di parrocchia civile nel Sedgemoor, in Inghilterra.